# Psychomyia pusilla
Psychomyia pusilla – gatunek owada z rzędu chruścików i rodziny Psychomyiidae. Gatunek stosunkowo często spotykany w Polsce. Larwy żyją głównie w rzekach, rzadziej w jeziorach (limnal) w najpłytszym litoralu i helofitach. Preferują jeziora o niższej trofii. Są elementem fauny zasiedlającej peryfiton.
Zasiedla całą Europę, Kaukaz, Azję Mniejszą, Iran, larwy występują w rzekach, strumieniach, jeziorach i estuariach (Botosaneanu i Malicky 1978). Limnebiont lub limnefil, element fauny naroślinnej, preferuje strefę helofitów jezior dużych oraz o niskiej trofii, w jeziorach o wyższej trofii zastępowany jest przez Tinodes waeneri.
Bardzo licznie imagines łowiono nad Śniardwami, jez. Lednickim, stawami i starorzeczami Gór Świętokrzyskich i Wyżyny Krakowsko-Częstochowskiej. W Śniardwach larwy licznie występowały w siedlisku peryfitonowym. Także w jez. Mikołajskim larwy bardzo liczne w peryfitonie, mniej na Polygonum amphibium i dnie mulistym, sporadycznie na kamieniach i dnie między trzcinami, na większości badanych stanowisk (wydaje się, że wyklucza się z Tinodes waeneri), larwy najliczniejsze jesienią. W mezotroficznym jez. Tałtowisko bardzo liczne w peryfitonie, jedna larwa w osoce. Często spotykane larwy także w jeziorach Białe Filipowskie, Bitkowskie, Mieruńskie, Wilcze, Wigry (Pojezierze Suwalskie), rzadko w jez. Jełguń (Poj. Olsztyńskie).
W Finlandii bardzo licznie występuje w dużych i małych bystrzynach, czasami w jeziorach i zalewach morskich. W Karelii imagines łowione nad jeziorami oraz ciekami, w jez. Võrtsjärv larwy na dnie kamienistym. Na Łotwie i Litwie zasiedla cieki, imagines rzadko spotykane nad jeziorami (razem z Athripsodes cinereus, Tinodes waeneri i Apatania auricula oraz Polycentropus flavomaculatus). Spotykany rzadko w jeziorach Niemiec, na kamieniach. Imagines poławiane rzadko nad Balatonem, larwy spotykane w limnalu rzeki Tyber.